# Трибухи
Трибухи (укр. Трибухи, пол. Trybuchy) — село на Украине, находится в Литинском районе Винницкой области.
Код КОАТУУ — 0522486901. Население по переписи 2001 года составляет 459 человек. Почтовый индекс — 22332. Телефонный код — 4347.
Занимает площадь 0,14 км².

## Религия
В селе действует храм Воздвижения Креста Господнего Литинского благочиния Винницкой епархии Украинской православной церкви.

## Известные уроженцы
- Богдан Шишковский — польский физикохимик, член Польской академии знаний (1929).

## Адрес местного совета
22332, Винницкая область, Литинский р-н, с. Ивча, ул. Революцийна, 5